# 34.ª División (Ejército Popular de la República)
La 34.ª División fue una de las Divisiones del Ejército Popular de la República que se organizaron durante la guerra civil española sobre la base de las Brigadas Mixtas. Participó en las batallas de la Granja, Brunete, Teruel y Segre.

## Mandos
Comandantes
- Teniente coronel de carabineros José María Galán;[1]
- Comandante de caballería Joaquín Zulueta Isasi;
- Mayor de milicias Etelvino Vega Martínez;[2]
- Comandante de infantería de marina Ginés Sánchez Balibrea;[3]
- Comandante de aviación Ernesto Navarro Márquez;[3]

Comisarios
- Felipe Gómez Hernando, del PCE;[4]

Jefes de Estado Mayor
- Comandante de infantería Magín Doménech Pujol;
- Mayor de milicias Pedro Ferrando Laura;
- Comandante de infantería Enrique López Pérez;

## Orden de batalla
| Fecha              | Cuerpo de Ejército adscrito | Frente de batalla | Brigadas Mixtas integradas |
| 30 de mayo de 1937 | I Cuerpo de Ejército        | Guadarrama        | 3.ª y 21.ª                 |
| Julio de 1937      | XVIII Cuerpo de Ejército    | Madrid            | 3.ª, 16.ª y 68.ª           |
| Diciembre de 1937  | XVIII Cuerpo de Ejército    | Teruel            | 3.ª y 68.ª                 |
| Abril de 1938      | X Cuerpo de Ejército        | Segre             | 68.ª, 94.ª y 218.ª         |